# Chiesetta-oratorio di San Salvatore
La chiesetta-oratorio di San Salvatore è un edificio religioso che fonde elementi dell'architettura romanica e di quella barocca e che si trova a Bedigliora.

## Storia
La prima menzione dell'edificio, che ospitava le assemblee della "Castellanza dei Tre Comuni" di Bedigliora, Novaggio e Curio, risale al 1419. Nel XVII secolo fu radicalmente modificata, fino ad assumere l'attuale pianta a croce latina per effetto dell'aggiunta di due cappelle laterali, avvenuta fra il 1600 e il 1653. Nello stesso periodo furono realizzate le volte. La facciata barocca fu restaurata nel XIX secolo.